# Vierschansentoernooi 2009
Het Vierschansentoernooi 2009 was de 57e editie van het schansspringtoernooi dat traditioneel rond de jaarwisseling wordt georganiseerd. Het toernooi ging van start in Oberstdorf op 29 december en eindigde op 6 januari in Bischofshofen. De schansspringer die over de vier wedstrijden de meeste punten verzamelt, is de winnaar van het Vierschansentoernooi. Alle wedstrijden tellen ook mee voor de individuele wereldbeker.
Het toernooi werd gewonnen door de Oostenrijker Wolfgang Loitzl. Hij werd tweede in de eerste wedstrijd op korte afstand van de Zwitser Simon Ammann en won de drie andere wedstrijden. Ammann werd tweede en de Oostenrijker Gregor Schlierenzauer derde. Het was sinds 2000 geleden dat een Oostenrijker zegevierde.
Twee wedstrijden worden bij kunstlicht gesprongen; de opening in Oberstdorf en de sluiting in Bischofshofen.

## Programma
| Datum      | Uur   | Plaats                 | Schans                              | Schansrecord | Detail       |
| ---------- | ----- | ---------------------- | ----------------------------------- | ------------ | ------------ |
| 28/12/2008 | 16.30 | Oberstdorf             | Schattenbergschanze (HS 137)        | 134,5 m      | Kwalificatie |
| 29/12/2008 | 16.30 | Oberstdorf             | Schattenbergschanze (HS 137)        | 134,5 m      | Wedstrijd    |
|            |       |                        |                                     |              |              |
| 31/12/2008 | 13.45 | Garmisch-Partenkirchen | Große Olympiaschanze (HS 138)       | 141 m        | Kwalificatie |
| 01/01/2009 | 13.45 | Garmisch-Partenkirchen | Große Olympiaschanze (HS 138)       | 141 m        | Wedstrijd    |
|            |       |                        |                                     |              |              |
| 03/01/2009 | 13.45 | Innsbruck              | Bergisel-Schanze (HS 130)           | 134,5 m      | Kwalificatie |
| 04/01/2009 | 13.45 | Innsbruck              | Bergisel-Schanze (HS 130)           | 134,5 m      | Wedstrijd    |
|            |       |                        |                                     |              |              |
| 05/01/2009 | 16.30 | Bischofshofen          | Paul-Ausserleitner-Schanze (HS 140) | 143 m        | Kwalificatie |
| 06/01/2009 | 16.30 | Bischofshofen          | Paul-Ausserleitner-Schanze (HS 140) | 143 m        | Wedstrijd    |

## Resultaten

### Oberstdorf
Bij de eerste wedstrijd in Oberstdorf wordt in de eerste ronde gesprongen in een K.O.-systeem. Op basis van de resultaten van de kwalificatiewedstrijd wordt een ranglijst opgemaakt van de beste tien van de wereldbeker, die automatisch geplaatst zijn, en de beste veertig atleten uit de kwalificatie. De nummer 26 van die lijst springt dan in de eerste ronde tegen de nummer 25, de nummer 27 tegen de nummer 24 enz. De winnaar van elke tweekamp plaatst zich voor de tweede springronde, daarbij komen dan nog eens de beste vijf verliezers.
Wereldbekerleider Simon Ammann ging al na de eerste ronde aan de leiding. Nochtans sprong Anders Jacobsen met z'n 138 meter, anderhalve meter verder dan de Zwitser, maar een slechte landing kostte Jacobsen te veel punten om aan de leiding te gaan. De Zwitser, een van de topfavorieten voor de eindoverwinning, hield ook in de tweede springronde stand (134 meter), Jacobsen sprong slechts 127 meter ver, en zakte naar plaats zes. Wolfgang Loitzl stond dit seizoen al drie keer op het podium en bevestigde ook in Oberstdorf zijn goede vorm. Dmitri Vasiljev toonde zich verrassend stabiel en werd derde.
De wereldbekerwinnaar van vorig seizoen Thomas Morgenstern veroverde dit seizoen nog geen individuele podiumplaats, ook in Oberstdorf lukte hem dat niet, hij strandde op plaats 11.
| #   | atleet                | land | punten |
| --- | --------------------- | ---- | ------ |
| 1.  | Simon Ammann          | SUI  | 286,4  |
| 2.  | Wolfgang Loitzl       | AUT  | 285,2  |
| 3.  | Dmitri Vasiljev       | RUS  | 284,4  |
| 4.  | Gregor Schlierenzauer | AUT  | 280,1  |
| 5.  | Martin Schmitt        | GER  | 273,8  |
| 6.  | Anders Jacobsen       | NOR  | 269,0  |
| 7.  | Harri Olli            | FIN  | 268,5  |
| 8.  | Kalle Keituri         | FIN  | 267,8  |
| 9.  | Michael Neumayer      | GER  | 259,8  |
| 10. | Michael Uhrmann       | GER  | 256,9  |

### Garmisch-Partenkirchen
Net als in Oberstdorf, werd in de eerste ronde volgens een K.O.-systeem gesprongen. Het topduel ging daarin tussen Simon Ammann en Gregor Schlierenzauer. Amman had namelijk niet aan de kwalificatie deelgenomen, waardoor hij geen sprong had laten optekenen en als slechtste uit de kwalificatie kwam. Schlierenzauer daarentegen, zette zowel in de training als in de kwalificatie de beste afstand op de borden. Maar Ammann toonde aan dat hij niet voor niets wereldbekerleider is en liet in de eerste ronde een sprong van 140 meter optekenen, de verste van allemaal en ruim goed voor de leidingsplaats. Schlierenzauer kwam als beste 'lucky loser' ook in de tweede springronde. Daarin hadden vooral de Duitse thuisspringers Michael Uhrmann en Michael Neumayer pech met de wisselende weersomstandigheden, zij maakten net als Ville Larinto een duikeling in het klassement.
Schlierenzauer, vorig jaar nog overtuigend winnaar in Garmisch, kon aan zijn goede training en kwalificatie geen vervolg breien, hij bleef steken op plaats vier. Wolfgang Loitzl leek na de eerste ronde alweer te tekenen voor een tweede plaats, de Oostenrijker had 7,4 punten achterstand op Ammann. Maar door een uitstekende tweede sprong van 136,5 meter gecombineerd met een perfecte stijl in de vlucht en landing leverde hem van de jury drie keer 20 punten op. Die score zou uiteindelijk ook het verschil maken, Ammann sprong nog 134,5 meter ver, maar scoorde beduidend minder goed bij de jury. Loitzl behaalde zo de eerste individuele wereldbekerzege uit z'n carrière, met 1,7 punten voorsprong op Ammann. Ook in het tussenklassement gaat de Oostenrijker nu aan de leiding.

#### Uitslag
| #   | atleet                | land | punten |
| --- | --------------------- | ---- | ------ |
| 1.  | Wolfgang Loitzl       | AUT  | 276,3  |
| 2.  | Simon Ammann          | SUI  | 274,6  |
| 3.  | Harri Olli            | FIN  | 258,6  |
| 4.  | Gregor Schlierenzauer | AUT  | 257,6  |
| 5.  | Martin Koch           | AUT  | 249,0  |
| 6.  | Thomas Morgenstern    | AUT  | 248,5  |
| 7.  | Anders Jacobsen       | NOR  | 247,0  |
| 8.  | Martin Schmitt        | GER  | 245,2  |
| 9.  | Dmitri Vasiljev       | RUS  | 239,6  |
| 10. | Matti Hautamäki       | FIN  | 237,1  |

#### Tussenstand na 2 van de 4 wedstrijden
| #   | atleet                | land | punten |
| --- | --------------------- | ---- | ------ |
| 1.  | Wolfgang Loitzl       | AUT  | 561,5  |
| 2.  | Simon Ammann          | SUI  | 561,0  |
| 3.  | Gregor Schlierenzauer | AUT  | 537,7  |
| 4.  | Harri Olli            | FIN  | 527,1  |
| 5.  | Dmitri Vasiljev       | RUS  | 524,0  |
| 6.  | Martin Schmitt        | GER  | 519,0  |
| 7.  | Anders Jacobsen       | NOR  | 516,0  |
| 8.  | Thomas Morgenstern    | AUT  | 503,2  |
| 9.  | Matti Hautamäki       | FIN  | 487,6  |
| 10. | Emmanuel Chedal       | FRA  | 485,5  |

### Innsbruck
Het K.O.-systeem bracht bij de wedstrijd in Innsbruck meteen enkele verrassingen teweeg: Kalle Keituri, 8e in Garmisch en Emmanuel Chedal 10e in het tussenklassement na twee wedstrijden, raakten niet door de eerste ronde. De Duitser Martin Schmitt lijkt na een vormcrisis die enkele jaren aansleepte eindelijk weer te kunnen aansluiten bij de wereldtop, hij leidde na de eerste ronde met een sprong van 128,5 meter. Gregor Schlierenzauer, die nog een kleine kans behoudt op de eindoverwinning in de tournee, had de kwalificatie niet gesprongen en moest het onderspit delven in het duel met Wolfgang Loitzl maar als de beste lucky loser ging hij door naar de tweede ronden. De beide Oostenrijkers plaatsten zich zelfs als tweede en derde achter Schmitt. Simon Ammann liet een degelijke sprong zien en stond na de eerste ronde vierde.
In de beslissende tweede ronde liet Dmitri Vasiljev nog eens z'n goede vorm zien met een sprong van 129 meter, de verste van allemaal, maar na een mindere eerste sprong slechts goed voor plaats negen. Van de kandidaten voor de eindzege in het Vierschansentoernooi, liet Ammann het in de tweede ronde afweten. Lichte rugwind in het laatste vluchtdeel dwongen Ammann tot een landing na slechts 123,5 meter, ruim korter dan z'n naaste belagers. Hij zakte dan ook weg naar plaats 8. Schlierenzauer liet 127,5 meter optekenen en blijft in de running voor de eindzege, maar Wolfgang Loitzl onderstreepte met een sprong van 128,5 meter dat hij de topfavoriet is om de tournee te winnen. Z'n sprong bleek genoeg voor de overwinning, want Schmitt kwam niet verder dan 125,5 meter. Toch reden om te juichen voor de Duitser want hij staat voor het eerst sinds 2000 nog eens op het podium tijdens het Vierschansentoernooi.

#### Uitslag
| #   | atleet                | land | punten |
| --- | --------------------- | ---- | ------ |
| 1.  | Wolfgang Loitzl       | AUT  | 261,0  |
| 2.  | Gregor Schlierenzauer | AUT  | 260,3  |
| 3.  | Martin Schmitt        | GER  | 257,7  |
| 4.  | Matti Hautamäki       | FIN  | 253,2  |
| 5.  | Thomas Morgenstern    | AUT  | 250,6  |
| 6.  | Noriaki Kasai         | JPN  | 249,0  |
| 7.  | Michael Neumayer      | GER  | 246,5  |
| 8.  | Simon Ammann          | SUI  | 245,7  |
| 9.  | Dmitri Vasiljev       | RUS  | 244,9  |
| 10. | Anders Jacobsen       | NOR  | 244,4  |

#### Tussenstand na 3 van de 4 wedstrijden
| #   | atleet                | land | punten |
| --- | --------------------- | ---- | ------ |
| 1.  | Wolfgang Loitzl       | AUT  | 822,5  |
| 2.  | Simon Ammann          | SUI  | 806,7  |
| 3.  | Gregor Schlierenzauer | AUT  | 798,0  |
| 4.  | Martin Schmitt        | GER  | 776,7  |
| 5.  | Dmitri Vasiljev       | RUS  | 768,9  |
| 6.  | Harri Olli            | FIN  | 766,7  |
| 7.  | Anders Jacobsen       | NOR  | 760,4  |
| 8.  | Thomas Morgenstern    | AUT  | 753,8  |
| 9.  | Matti Hautamäki       | FIN  | 740,8  |
| 10. | Michael Neumayer      | GER  | 717,5  |

### Bischofshofen
Wolfgang Loitzl gaat na drie van de vier wedstrijden aan de leiding, tijd om te pokeren voor de twee overgebleven kandidaten voor de eindoverwinning: zowel Gregor Schlierenzauer als Simon Ammann kwamen niet in actie in de kwalificatie. Loitzl sprong wel en zette de op drie na beste sprong neer. Daardoor kon hij een confrontatie in het K.O.-duel met zijn twee naaste belagers vermijden.
In de eerste springronde van de laatste wedstrijd toonde Wolfgang Loitzl meteen aan dat het geen toeval is dat hij aan de leiding staat in het klassement: hij sprong 142,5 meter ver en kreeg als eerste schansspringer in de geschiedenis van het vierschansentoernooi van alle vijf juryleden het maximum van 20 stijlpunten. Hij vergaarde daarmee een voorsprong van bijna tien punten op eerste achtervolger Gregor Schlierenzauer die tot 138,5 meter kwam. Simon Ammann stond na de eerste springronde op plaats 4.
In de beslissende springronde moest van de overgebleven kanshebbers op de zege de Zwitser Simon Ammann als eerste springen. Hij deed dat overtuigend en liet 140,5 meter optekenen. Gregor Schlierenzauer bleek zijn zenuwen iets minder goed onder controle te hebben, hij kwam slechts tot 136 meter, minder ver dus dan in de eerste ronde. Voor Wolfgang Loitzl betekende dat een goede sprong van om en bij de 140 meter zou volstaan voor de eindzege en dat lukte de Oostenrijker ook: met 141,5 meter sprong hij het verst van allemaal in de tweede springronde. Bovendien kreeg hij van vier van de vijf juryleden opnieuw de volle 20 stijlpunten. Loitzl verzekerde zich daarmee niet alleen van de dagzege, maar ook van de overwinning in het Vierschansentoernooi. De 28-jarige Oostenrijker had voor dit toernooi nog nooit een individuele wereldbekerwedstrijd gewonnen, maar reeg er dit keer meteen drie aan elkaar. Een terugblik op de eerste wedstrijd, waar Loitzl tweede werd, toont aan dat hij daar 1,2 punten van de overwinning verwijderd was, omgerekend minder dan 1 meter. Sven Hannawald mocht zich dus min of meer gelukkig prijzen dat zijn unieke prestatie om alle vier wedstrijden te winnen niet werden geëvenaard.

#### Uitslag
| #   | atleet                | land | punten |
| --- | --------------------- | ---- | ------ |
| 1.  | Wolfgang Loitzl       | AUT  | 301,2  |
| 2.  | Simon Ammann          | SUI  | 284,4  |
| 3.  | Dmitri Vasiljev       | RUS  | 279,2  |
| 4.  | Gregor Schlierenzauer | AUT  | 279,1  |
| 5.  | Martin Schmitt        | GER  | 278,5  |
| 6.  | Michael Neumayer      | GER  | 268,8  |
| 7.  | Anders Jacobsen       | NOR  | 267,5  |
| 8.  | Michael Uhrmann       | GER  | 258,0  |
| 9.  | Martin Koch           | AUT  | 257,0  |
| 10. | Harri Olli            | FIN  | 252,5  |

#### Eindstand na 4 wedstrijden
| #   | atleet                | land | punten |
| --- | --------------------- | ---- | ------ |
| 1.  | Wolfgang Loitzl       | AUT  | 1123,7 |
| 2.  | Simon Ammann          | SUI  | 1091,1 |
| 3.  | Gregor Schlierenzauer | AUT  | 1077,1 |
| 4.  | Martin Schmitt        | GER  | 1055,2 |
| 5.  | Dmitri Vasiljev       | RUS  | 1048,1 |
| 6.  | Anders Jacobsen       | NOR  | 1027,9 |
| 7.  | Harri Olli            | FIN  | 1019,2 |
| 8.  | Thomas Morgenstern    | AUT  | 1001,0 |
| 9.  | Matti Hautamäki       | FIN  | 991,4  |
| 10. | Michael Neumayer      | GER  | 986,3  |